# Yashodhara

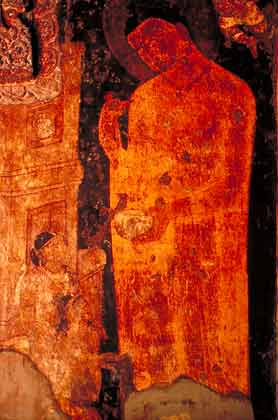
Gautama, devenu le Bouddha, revoit sa femme Yashodhara et son fils Rahula

Yashodhara (glorieuse) est la cousine et l’épouse principale de Gautama, mère de son fils Rahula. Connue par les Jatakas (légendes de la vie du Bouddha), elle serait devenue du vivant de Gautama une ascète, une nonne prééminente et l’un des quatre arahants de son entourage possédant l’intuition absolue. Les détails de sa légende sont de nos jours surtout populaires dans le bouddhisme theravada. Elle est également nommée Yashodhara Theri (doyenne Yashodhara), Bimbadevi, Bhaddakaccana ou Rahulamata (mère de Rahula).

## La légende de Yashodhara

### Origine
Contrairement à Gautami Prajapati, tante et mère adoptive du Bouddha, sa femme est pratiquement ignorée des textes précédant le Ier siècle av. J.-C., ne faisant qu’une brève apparition en tant que « mère de Rahula » (Rahulamata) dans le passage où ce dernier réclame son héritage à son père. Seul le Theri Apadana (Ier - IIe siècle av. J.-C.)  mentionne Yashodhara Theri, doyenne de neuf mille nonnes et épouse de Gautama. Ce nom sera retenu par les auteurs du Nord, mais d’autres lui sont attribués dans les textes palis. Son père, lorsqu’il est mentionné, apparait également sous différents noms (Suppabuddha, frère cadet de Suddhodana, père du Bouddha, ou Shaliya Dandapani). Bhaddakaccana, mentionnée dans l’Anguttara Nikaya comme une moniale douée de pouvoirs extraordinaires responsable de nombreuses nonnes, est identifiée à la mère de Rahula dans le recueil de récits de la vie du Bouddha Jatakatthavannana attribué à Buddhaghosa (Ve siècle). 
Il semble qu’aucune épouse de Gautama n’ait eu de son temps une notoriété suffisante pour être nommée dans les premiers textes du canon bouddhique. Néanmoins, à partir du Ier siècle av. J.-C., le personnage de la femme du Bouddha est de plus en plus fréquemment mentionné et prend une place importante dans les Jatakas. André Bareau a fait remarquer qu’il était logique qu’on prêtât à Gautama, être exceptionnel, une compagne sortant de l’ordinaire et capable de le soutenir dans sa quête de perfection. Un passage du Kathavattu et du Samajivi-sutta mentionne d’ailleurs l’importance du conjoint.
L’aboutissement de l’évolution du personnage de Yashodhara est l’idéal féminin du bouddhisme, une femme parée de nombreuses vertus que le bouddha Dipankara a désigné comme compagne et disciple de Gautama dans les existences à venir en même temps qu’il désignait ce dernier comme futur bouddha, et également une nonne exemplaire.

### Épisodes connus
Les épisodes de la vie du Bouddha et des membres de sa famille sont relatés indépendamment en plusieurs versions de longueur très variable, rédigées en pali, sanscrit ou chinois. Il existe entre elles de nombreuses différences dans les détails et l’intention narrative de l’auteur. Ce qui suit n’est qu'un aperçu de l’ensemble.

#### Avant Gautama
Les relations entre Yashodhara et Gautama se nouèrent à l’ère du bouddha Dipankara, très longtemps avant l’époque du prince Siddharta. Gautama était alors un ascète brahmane nommé Sumedha. Après plusieurs existences passées à pratiquer les dix vertus, il satisfaisait aux huit critères requis pour être reconnu comme futur bouddha. Le jour où il se préparait à rencontrer Dipankara les mains vides car il n’avait pu trouver d’offrande, une jeune brahmane nommée Sumitta, qui attendait elle aussi le bouddha avec une gerbe dans les mains, reconnut d’un coup d’œil sa nature exceptionnelle grâce à l’intuition que lui conférait la profondeur de sa pratique religieuse. Elle lui offrit les fleurs en échange de la promesse qu’il la prendrait pour femme et disciple pendant toutes ses prochaines existences, jusqu’à ce qu’il atteigne l'illumination. 
Un autre épisode de la vie du couple lors d’une existence antérieure est relatée par le Bouddha lui-même pour illustrer la fidélité de sa femme. Lorsqu’il était le kinnara (musicien céleste) Canda, vivant avec sa femme Candaa (Yashodhara) dans les monts boisés de Himavanta, Anuruddha, roi de Bénarès, vint à passer. Séduit par la beauté de Candaa, il voulut tuer son mari d’une flèche. Selon une version, il y parvint, mais Candaa supplia tant les dieux que l’un d’eux le ressuscita. Selon une autre version, elle s’interposa, fut elle-même tuée puis ressuscitée.

#### Du temps de Gautama

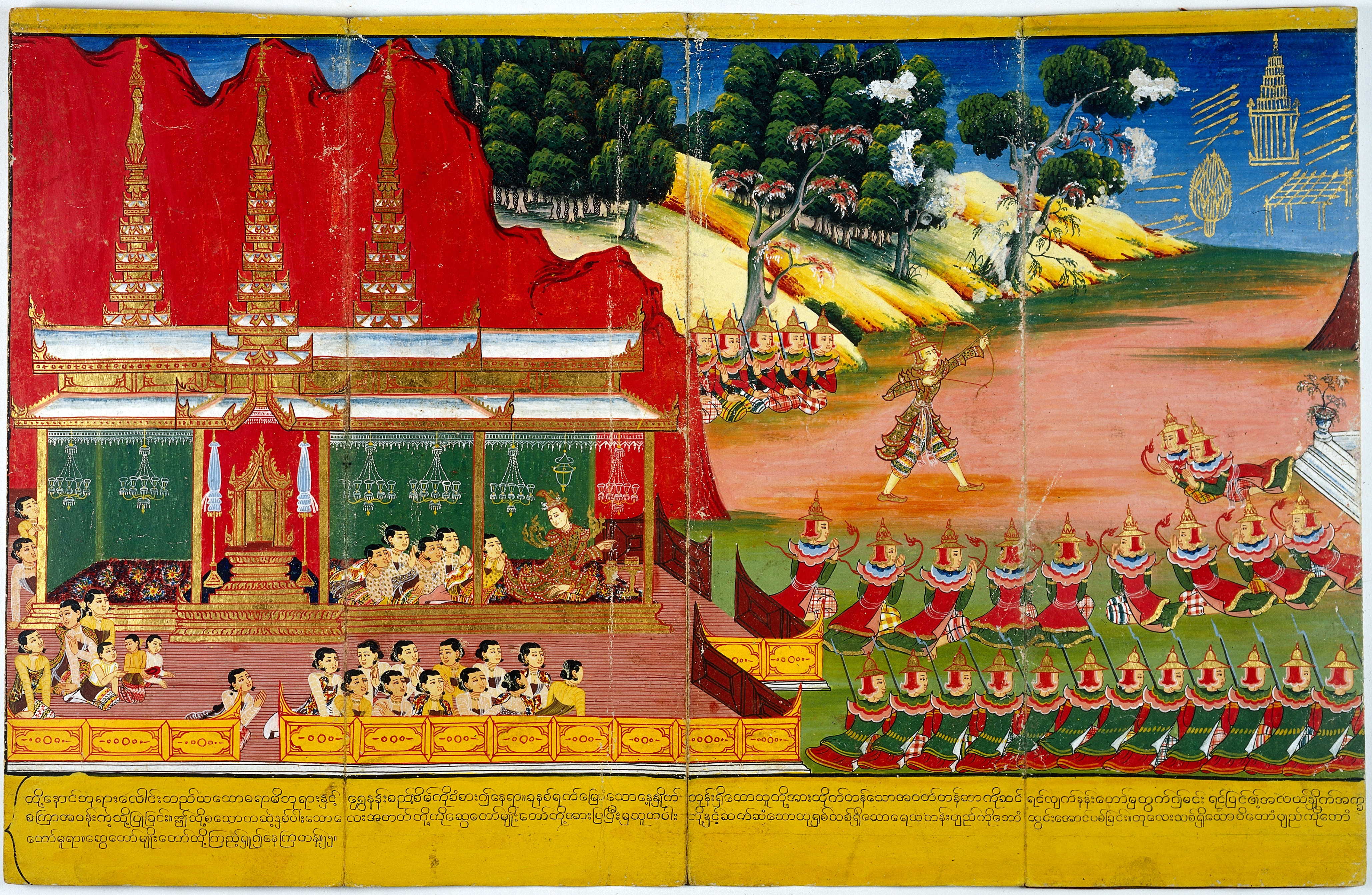
Yashodhara montrant Gautama alors qu'il démontre ses compétences d'archer. Wellcome Library.

Yashodhara, fille du roi Suppabuddha et de la reine Pamita et cousine de Gautama, était née le même jour que lui. Lorsqu’il eut seize ans, son père décida de lui trouver une épouse. De nombreuses princesses venues de tout le pays se présentèrent au palais, mais Gautama les renvoya l'une après l'autre avec un cadeau en guise de consolation. Yashodhara se présenta au dernier moment et le prince, l’ayant reconnue, détacha le collier de perles qu’il portait au cou pour le lui offrir. Selon certains, le père de la jeune fille n’était pas enchanté de l’union, jugeant Gautama trop doux pour faire un bon guerrier. Comme sa fille insistait, une sorte de tournoi fut organisée où le prince dut faire ses preuves à l’arc, à l’épée et à l’équitation.
Deux courants divergent en ce qui concerne les circonstances dans lesquelles le Bouddha quitta son palais et sa famille. Certains le font partir à la naissance de son fils, avec un dernier regard à celui-ci et à sa femme endormie. D’autres relatent que Rahula venait tout juste d’être conçu, et qu’apprenant que son mari était devenu ascète, Yashodhara décida elle aussi de pratiquer l’ascétisme, ce qui eut pour effet de prolonger sa grossesse jusqu’à la durée extraordinaire de six ans. Elle eut en rêve la vision de l’illumination prochaine de Gautama. Ayant décidé de lui être fidèle, elle refusa toutes les demandes en mariage, dont celles de Suddhodava, demi-frère du Bouddha, et de son cousin Devadatta. Sa grossesse extraordinaire la fit accuser d’infidélité lorsqu’elle devint visible, et elle recourut à différents miracles pour prouver son innocence. De retour pour une visite, le Bouddha confirma la filiation de Rahula et la droiture de Yoshadhara en relatant l’aventure de la flèche du temps qu'il était kinnara.
Cette visite eut lieu selon les auteurs six ou douze ans après son départ. Le lendemain de son arrivée à Kapilavastu, Gautama mendiait dans la rue devant le palais. Avertie, sa femme regarda par la fenêtre et le vit en effet. Il lui parut si admirable qu’elle improvisa un poème nommé Narasihagatha dans lequel il est « le lion parmi les hommes ». Les retrouvailles de Yashodhara et de son époux donnent lieu à deux courants narratifs. Dans l’un d’eux, Yashodhara ne parait pas lors du repas offert au palais en l’honneur du Bouddha, alors que toutes les autres dames viennent le saluer. Elle sait qu’ayant reconnu sa vertu, il viendra de lui-même la trouver. En effet, Gautama se rend dans sa chambre accompagné de ses principaux disciples et exprime qu’il la laisse libre de le saluer de la manière qu’elle voudra. Elle le salue à la manière d’une disciple et il lui donne la liberté de venir le visiter quand elle le voudra. Dans d’autres récits, elle offre le repas, auquel sont conviées toutes les dames du palais. Tandis que ces dernières rivalisent de séduction pour retenir Gautama, celui-ci les écarte et leur adresse un prêche, puis s’adresse à Yoshadhara en vantant sa vertu. Dans certaines versions, c’est à cette occasion qu’il la convertit et qu’elle décide de devenir ascète. 
Yashodhara prononça ses vœux de nonne en même temps que Maha Pajapati Gautami, tante et mère adoptive de Gautama. Lorsque cette dernière devint aveugle, elle la guérit avec l’eau provenant du corps du Bouddha. Elle devint l’un des quatre arahants doués de la faculté de se remémorer une infinité d’ères passées, et s’éteignit à l’âge de 78 ans.

### Sources
Yoshadhara (Rahulamata) est inconnue des quatre premiers Nikayas et Agamas. Seul le Vinayapitaka des theravadin en pali, le Mahisaka et le Dharmagupta (version chinoise) la mentionnent brièvement. Le Vinayapitaka des sarvastivadin l’ignore. Les textes mahasangika, sarvastivadin, theravadin, masisaka et dharmaguptaka ne mentionnent pas de femme de Gautama parmi les cinq cents nonnes qui prononcèrent leurs vœux en même temps que  Mahaprajapati Gautami.
Le Mahavastu et une partie du Vinayapitaka des lokottaravadin contiennent par contre de nombreuses références à Rahulamata ou Yoshadhara. Dans le Mahavatsu en particulier, elle est présentée comme une sainte bouddhiste aussi bien que comme la femme de Gautama. Les éléments de sa légende sont également nombreux dans le Vinayapitaka des mulasarvastivadin, l’Apadana pali et les Jatakas.